# ناحیه بوشنل، میشیگان
ناحیه بوشنل (به انگلیسی: Bushnell Township) یک منطقهٔ مسکونی در ایالات متحده آمریکا است که در شهرستان مونتکالم، میشیگان واقع شده‌است.
 ناحیه بوشنل ۹۲٫۶ کیلومتر مربع مساحت و ۲٬۱۱۱ نفر جمعیت دارد و ۲۴۳ متر بالاتر از سطح دریا واقع شده‌است.